# 韓国学校
韓国学校（かんこくがっこう、한국학교、韓國學校）は、日本国内において韓国政府に認可された学校群を指し、在日韓国人や仕事で訪日した韓国人子女の多数が通う学校である。
教育内容に日本政府の指導を受けない代わりに裁量で教育内容を決められる各種学校と、日本の一条校として認可を受けている私立学校がある。一方、朝鮮学校は全校が非一条校である。

## 概要
在日本大韓民国民団が設立を主導したが、設立当初は韓国政府が積極的な支援や教育内容への指導を行わなかったため、朝鮮学校と比べると学校数も生徒数も圧倒的に少ない。朴正煕が大統領になった以降から、韓国政府から正規学校として認可されている。
韓国学校は全国に6校あり、東京韓国学校とコリア国際学園の2校は各種学校である。東京韓国学校は2013年時点の生徒数は小学校が654人、中学校が288人、高等学校が243人で総生徒数は1185人、教職員は200人。韓国から仕事で来日した韓国人の子弟が通う例が多く、全体の33％が一時滞在者、67%が特別永住者、一般永住者、定住者、長期在住者である。
東京韓国学校とコリア国際学園は各種学校であるが、高校無償化制度では多くの各種学校も対象となっており、この2校もその対象である。また、それ以外の4つの韓国学校は学校教育法第一条に定められる「学校」（いわゆる一条校）として運営されており、当然制度の対象となる。一条校である4校では学習指導要領に則って文部科学省検定済教科書を使用して授業を行っており、総合学習の時間やクラブ活動、運動会や文化祭なども実施される。また、それに加えて韓国語の授業が行われたり、韓国への修学旅行などのカリキュラムが組まれたりしている。
これらの学校には生徒や教職員に韓国・朝鮮系でない日本人が在籍している例もあり、特に京都国際中学校・高等学校は近年では韓国・朝鮮にルーツのない日本人生徒・教職員の方が多くなっている。

## 学校一覧
- 各種学校
  - 東京韓国学校 (東京都)
  - コリア国際学園（大阪府）
- 一条校
  - 建国幼・小・中・高等学校（大阪府）
  - 大阪金剛インターナショナル小学校・中学校・高等学校（大阪府）
  - 京都国際中学校・高等学校（京都府）
  - 青丘学院つくば中学校・高等学校（茨城県）